# 斯图代尼查尼市镇

斯图代尼查尼市镇在北马其顿的位置

斯图代尼查尼市镇是北馬其頓共和國的一個市镇，行政中心为斯图代尼查尼村，属于斯科普里统计区。總面積276.16平方公里，2002年人口17,246。
該市镇東北面是斯科普里，西北面和西面是索皮什泰市镇，南接查什卡市镇，東毗泽莱尼科沃市镇，東北面是彼得羅韋茨市鎮。

## 外部連結
- 官方网站